# Herb gminy Bądkowo
Herb gminy Bądkowo – jeden z symboli gminy Bądkowo, ustanowiony 22 kwietnia 2009. Jego autorem jest historyk, Krzysztof Dorcz.

## Wygląd i symbolika
Herb przedstawia na tarczy koloru czerwonego dwie połączone głowy: białego orła i czarnego lwa (nawiązującymi do herbów: powiatu aleksandrowskiego i województwa kujawsko-pomorskiego). W górnej części umieszczono złotą falistą linię, symbolizującą kanał Bachorze, związany z gminą. 